# شاسی نیمه‌یکپارچه

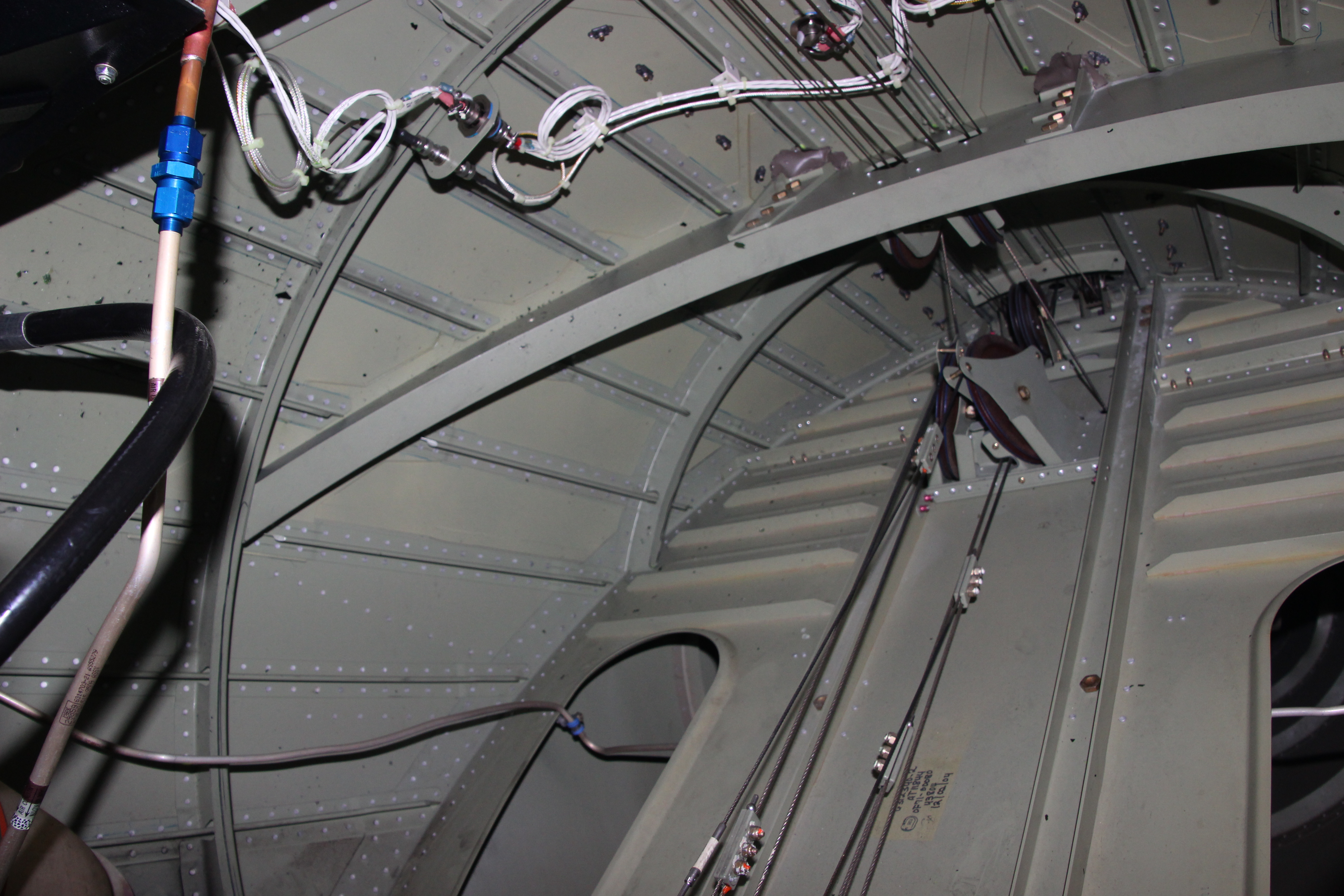
ساختار نیمه‌مونوکوک داخل بدنه عقب هواپیما

اصطلاح نیمه‌مونوکوک (به انگلیسی: Semi-monocoque) به یک ساختار پوسته‌ای تحت فشار گفته می‌شود که شبیه به مونوکوک واقعی است، اما حداقل مقداری از مقاومت خود را از تقویت کننده‌های معمولی بدست می‌آورد. از ساخت نیمه‌مونوکوک، برای موارد دیگر، بدنه هواپیما، بدنه اتومبیل و قاب موتورسیکلت استفاده می‌شود.

## نمونه‌هایی از وسایل نقلیه نیمه‌مونوکوک
بدنه هواپیماهای نیمه‌مونوکوک از طریق تقویت شده با سیم‌های طولی از ساخت مونوکوک واقعی متفاوت است. برای مثال، برد چهار سرنشین مونی از یک قاب خرپای لوله ای فولادی در اطراف محفظه مسافر با مونوکوک در پشت استفاده می‌کند.

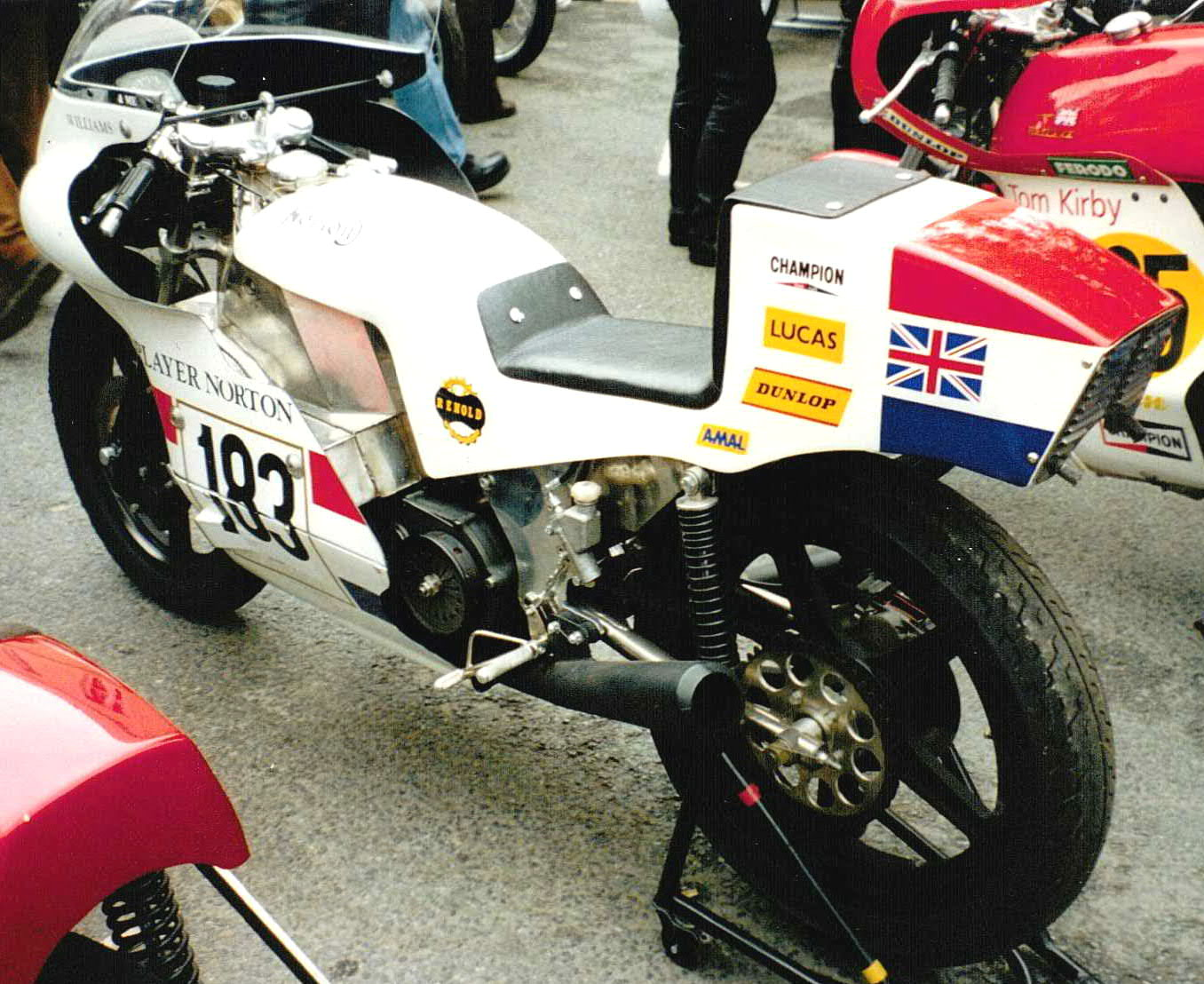
جان ویلیمرز ۱۹۷۳ پیتر ویلیامز، جان پلیر نورتون ۷۵۰ با قاب نیمه‌مونوکوک ورق ضدزنگ ورق ، در سال ۱۹۹۹ در Castletown, Isle of Man به نمایش گذاشته شد

هواپیمای سبک ARV Super2 انگلیس بدنه‌ای دارد که عمدتاً از آلیاژ آلومینیوم ساخته شده‌است، اما دارای برخی از عناصر فایبرگلاس است. کابین خلبان یک مونوکوک سفت و سخت از آلیاژ «سوپرال» است، اما ARV در پشت سر کابین خلبان، به‌طور متداول ساخته شده‌است، با قاب‌ها، لوندون‌ها و پوست تنشیده یک‌نیمه مونو شکل ساخته‌است.
مسابقه JPS Norton برنده فرمول 750 TT در سال ۱۹۷۳ توسط Peter Williams نمونه اولیه موتور سیکلت نیمه‌مونوکوک بود.